# Pomnik Ofiar Czerwca 1956

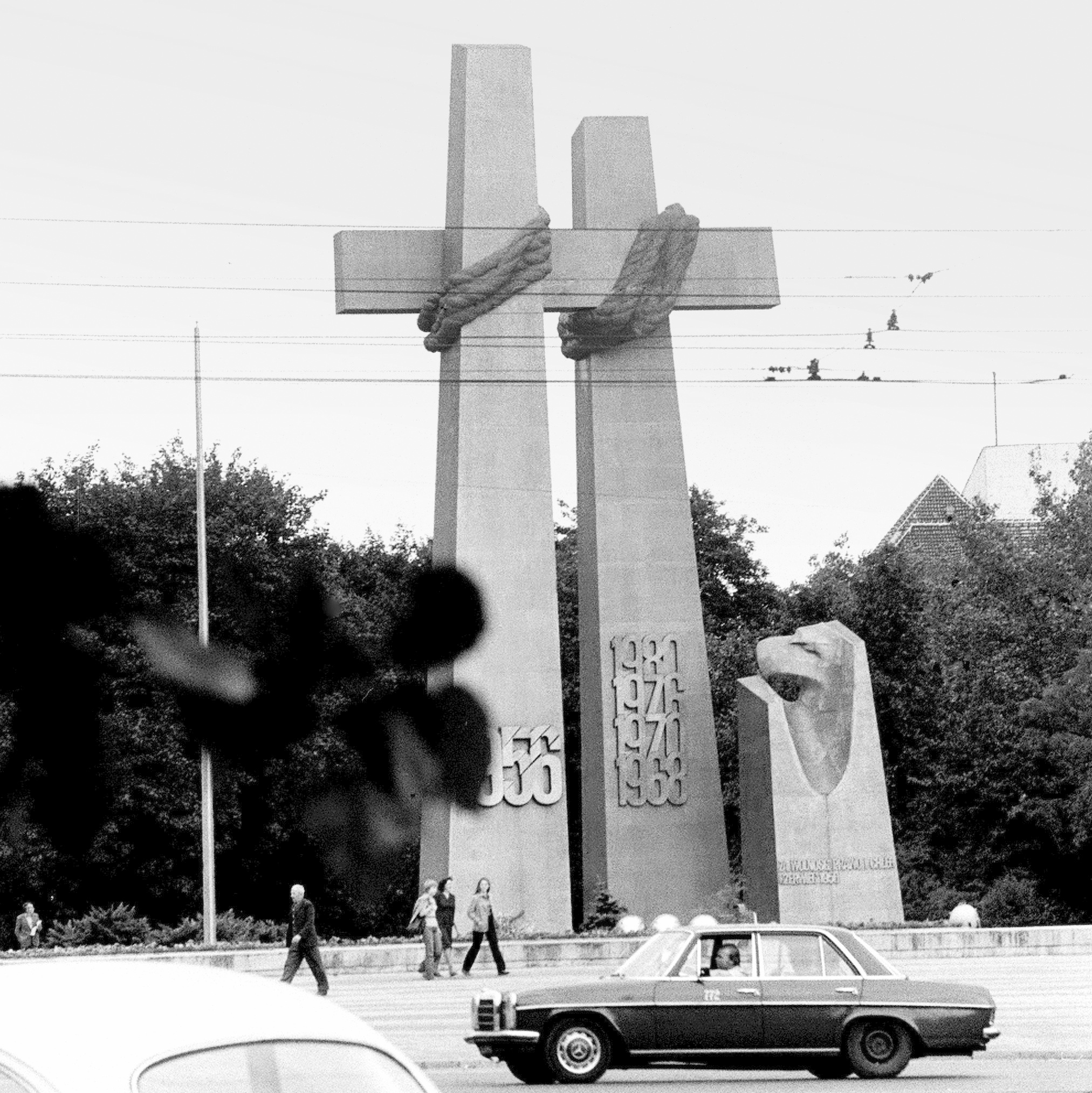
Poznańskie Krzyże w 1981

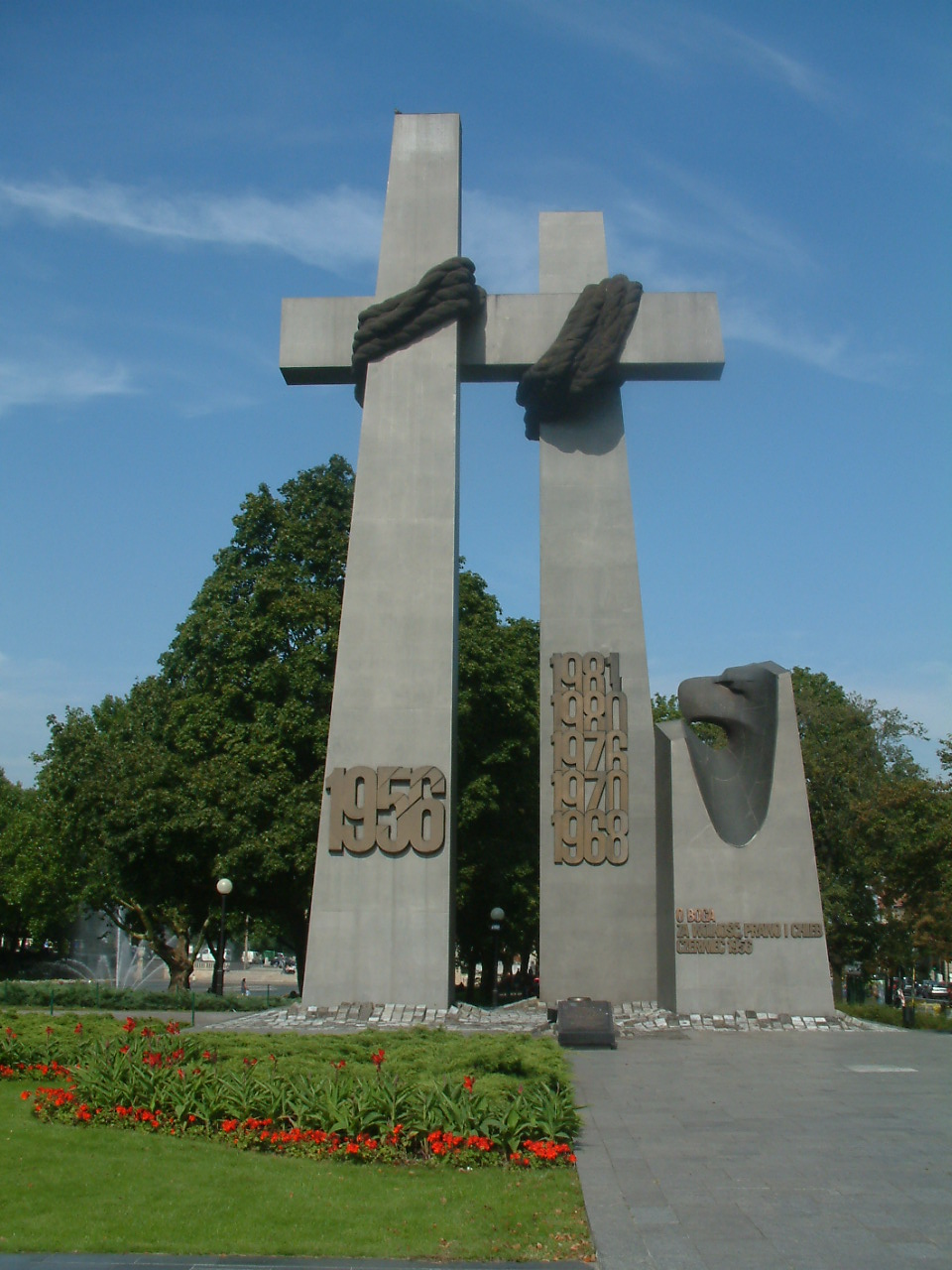
Pomnik po zmianach z 2006 roku

Pomnik Poznańskiego Czerwca 1956 (Poznańskie Krzyże) – pomnik na placu Adama Mickiewicza w Dzielnicy Cesarskiej w Poznaniu, upamiętniający wydarzenia Poznańskiego Czerwca 56, oraz późniejszych wystąpień w PRL, który stanął 19 czerwca, a został oficjalnie odsłonięty 28 czerwca 1981 roku, w 25. rocznicę wydarzeń czerwcowych.
Pomnik składa się z dwóch stalowych krzyży: 19,5- oraz 21-metrowego (symbole śmierci i zmartwychwstania) połączonych razem ze sobą, oraz monumentu z głową orła. Na lewym krzyżu widnieje data 1956, nawiązująca do Poznańskiego Czerwca 56, na prawym zaś umieszczone są daty 1968, 1970, 1976, 1980 i 1981. Po prawej stronie pomnika znajdują się główne hasła protestujących robotników: "O Boga, Za wolność, prawo i chleb.", oraz podpis: "Czerwiec 1956".

## Przygotowania
Po wydarzeniach Sierpnia 1980 jedną z pierwszych inicjatyw organizującego się w Poznaniu NSZZ Solidarność była budowa pomnika upamiętniającego Czerwiec '56. Walne zebranie przedstawicieli Międzyzakładowego Komitetu Założycielskiego Wielkopolska NSZZ Solidarność 10 października 1980 sformułowało postulat zbudowania Pomnika Ofiar Czerwca 1956, który został entuzjastycznie przyjęty przez zgromadzonych i 21 października powstał Społeczny Komitet Budowy Pomnika Czerwca 1956 pod przewodnictwem Romana Brandstaettera. Zamierzano postawić pomnik na 25 rocznicę poznańskich wydarzeń, więc aby zdążyć z budową komitet rozpoczął organizować zbiórki publiczne, imprezy kulturalne i sportowe. Dzięki czemu zmobilizowano społeczeństwo i obudzono pamięć o Czerwcu. Następnym krokiem było rozpisanie konkursu na budowę pomnika 5 grudnia 1980, a w grudniu tego samego roku zorganizowano następny na treść napisu na pomniku oraz czterech tablicach pamiątkowych, które miały zostać umieszczone przed bramą główną zakładów Hipolita Cegielskiego (HCP), fabryką lokomotyw i wagonów, ZNTK i MPK. Po wielu dyskusjach, 6 lutego 1981, podjęto decyzję o realizacji projektu rzeźbiarza Adama Graczyka i architekta Włodzimierza Wojciechowskiego opatrzonego godłem "Jedność": "dwa kroczące krzyże spięte jednym ramieniem, więzy na nim, a u boku krzyży strzegący ich orzeł". Ostatnimi kwestiami do rozwiązania pozostawały odpowiednia lokalizacja pomnika oraz uzyskanie zgody od władz na jego postawienie. Komitet budowy rozważał kilka koncepcji. Ostatecznie przeważyło zdanie, że powinien on stanąć na placu Mickiewicza, gdzie w 1956 wielotysięczny tłum upomniał się o swoje prawa i wolność. Miejsce to było szczególnie naznaczone historią, ponieważ w 1932 stanął tam Pomnik Serca Jezusowego – Pomnik Wdzięczności za odzyskaną niepodległość, zniszczony przez hitlerowców w czasie drugiej wojny światowej. Władza zaś starała się nie wpuścić pomnika na teren placu, o czym świadczy ostateczna decyzja administracyjna, która została wydana 16 czerwca 1981.

## Budowa
Większość robót przy pomniku było wykonywanych w zakładach Cegielskiego, ale przy tym pomagało im wiele innych zakładów pracy. W pracach wykonawczych uczestniczyły Pomet i ZNTK oraz inne wielkopolskie i krajowe przedsiębiorstwa, m.in. głównym wykonawcą fundamentów było Poznańskie Przedsiębiorstwo Robót Budowlanych nr 1. Twórcy napotkali wiele problemów na swojej drodze, najpoważniejszym był brak materiałów, a szczególnie tych o odpowiedniej jakości, m.in. stali do wytopu głównych elementów pomnika. Przydział i zgodę na wytop odpowiedniej blachy uzyskano dopiero po osobistej interwencji przedstawicieli NSZZ Solidarność HCP w kilku ministerstwach. Pierwsza dostawa materiału nastąpiła 29 kwietnia 1981. Spawanie konstrukcji pomnika z blach dostarczonych z Huty Batory odbyło się w spawalni Fabryki Silników Okrętowych W2. Dzięki wzmożonej pracy udało się 23 maja wmurować w podstawę fundamentów akt erekcyjny. Kulminacja robót nastąpiła 19 czerwca, kiedy to o godz. 14 spod bramy zakładów HCP ruszyły ciężarówki z konstrukcjami krzyży na plac Mickiewicza, wówczas odśpiewano „Boże, coś Polskę …”, zaś po przyjeździe na plac hymn narodowy. Zaledwie w kilka godzin monterzy złożyli pomnik i o 21 mogli go podziwiać tłumnie zgromadzeni poznaniacy. Ostatnie prace montażowe zakończono 26 czerwca, dzięki temu budowla była gotowa na 2 dni przed uroczystościami 25. rocznicy.

## Równoległe przygotowania i obchody 25. rocznicy
Równolegle z budową pomnika trwały przygotowania do pierwszych oficjalnych obchodów Czerwca ’56. Wszystkie środowiska i osoby zaangażowane w obchody rocznicy starały się wykorzystać dobry klimat polityczny w tamtym czasie. Aby przywrócić pamięć o Czerwcu '56 i w maksymalny sposób rozszerzyć wiedzę o tych wydarzeniach, rozpoczęto od wystaw, sesji naukowych, odczytów, oraz wybicia kilku medali pamiątkowych. Jednym z ważniejszych wydarzeń była premiera spektaklu "Oskarżony: Czerwiec Pięćdziesiąt Sześć" przygotowanego przez Teatr Nowy. Przygotowano również monografię wydarzeń czerwcowych "Poznański Czerwiec 1956" pod redakcją Jarosława Maciejewskiego i Zofii Trojanowiczowej. NSZZ Solidarność HCP podjęło skuteczną walkę w Miejskiej Radzie Narodowej o zmianę nazw poznańskich ulic. 27 czerwca 1981 odsłonięto tablice pamiątkowe w miejscach związanych z krwawymi wydarzeniami: przed zajezdnią MPK przy ul. Gajowej, przed bramą ZNTK przy ul. Roboczej, przy bramie głównej HCP i przed Fabryką Lokomotyw i Wagonów (W3), na frontonie budynku szpitala im. Franciszka Raszei oraz przy ul. Romka Strzałkowskiego. Przed zakładami Cegielskiego mszę celebrował abp Jerzy Stroba, a homilię wygłosił kard. Franciszek Macharski.
Główne uroczystości i odsłonięcie pomnika, które odbyły się w 25 rocznicę wydarzeń na placu Mickiewicza zgromadziły ok. 200 000 osób. O godz. 10 fabryczne syreny i kościelne dzwony dały sygnał rozpoczęcia uroczystości. Odsłonięcie pomnika poprzedziły oficjalne wystąpienia. Wśród przemawiających byli m.in. przewodniczący Społecznego Komitetu Budowy Pomnika Poznańskiego Czerwca 1956 Zdzisław Rozwalak, nieformalny przywódca Czerwca Stanisław Matyja oraz przewodniczący NSZZ Solidarność Lech Wałęsa. Pomnik odsłonili wspólnie Stanisław Matyja oraz Anna Strzałkowska. Po poświęceniu pomnika przez abpa Józefa Strobę odbył się apel poległych, w czasie którego gigantyczna szarfa z ustalonymi po raz pierwszy nazwiskami ofiar zwisała z wieży Zamku Cesarskiego. Następnie odbyła się uroczysta msza, podczas której odczytano telegram od Jana Pawła II.

## Późniejsze dzieje

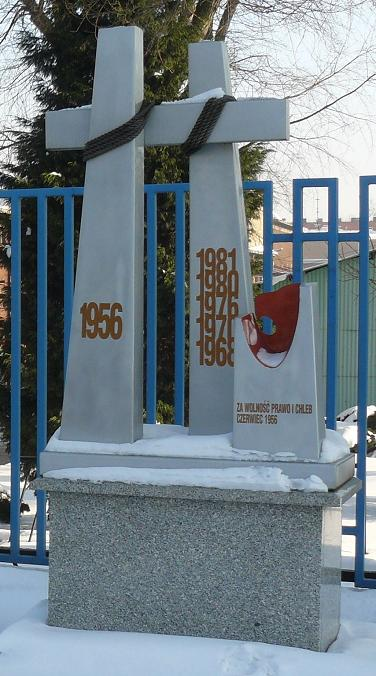
Miniatura pomnika na Wildzie – przed HCP

Wprowadzenie 13 grudnia 1981 stanu wojennego wyniosło znaczenie krzyży do symbolu walki o wolność. Plac Mickiewicza i sam Pomnik Ofiar Czerwca 1956 stały się głównym miejscem manifestowania przez mieszkańców Poznania ich przywiązania do niezależności i walki o swoje prawa. Pomnik, przy każdej następnej rocznicy Czerwca lub innych z walką o wolność, był w szczególny sposób otaczany dozorem sił milicyjnych i Służby Bezpieczeństwa. Mimo to, po pacyfikacji kopalni "Wujek", nieznana osoba domalowała datę 1981, którą szybko zamalowano białą farbą. Również okolicznościowe i rocznicowe msze święte w kościele o.o. Dominikanów lub w kościele Najświętszego Zbawiciela często kończyły się próbami przemarszu pod Poznańskie Krzyże. Próba manifestacji pod Krzyżami kończyła się zawsze w tamtym czasie wybuchem agresji i atakiem ze strony sił porządkowych. Niestety, protesty przyniosły dwie ofiary śmiertelne. ZOMO i MO śmiertelnie pobiły w 1982 dwóch młodych ludzi: Wojciecha Cieślewicza i Piotra Majchrzaka Po tych wydarzeniach symbol Poznańskich Krzyży stał się powszechnie rozpoznawalnym znakiem używanym przez opozycję: powracał na ulotkach, plakatch, znaczkach, w prasie podziemnej. Poznańskie Krzyże w naturalny sposób wyrażały swoją symboliką niepodległościowe i wolnościowe aspiracje Wielkopolan.
Jan Paweł II podczas swojej II Podróży Apostolskiej do Polski odwiedził Poznań 20 czerwca 1983. Zmierzał pomodlić się z wiernymi przy Poznańskich Krzyżach i oddać hołd poległym za wolność w 1956, jednak władze odmówiły mu odprawienia mszy w tym miejscu, w zamian udostępniając Park Kultury. Dopiero 14 lat później papież podczas VI pielgrzymki do Polski 3 czerwca 1997, spotkał się z młodzieżą na placu Mickiewicza i pomodlił się pod Pomnikiem za ofiary Poznańskiego Czerwca.
Po zakończeniu stanu wojennego wszelkie uroczystości wokół Pomnika odbywały się już bardziej bezpiecznej atmosferze. Dopiero po upadku PRL-u w 1989 nic nie stało na przeszkodzie, aby w pełni dbać o pamięć Czerwca 56. Odrodzony NSZZ Solidarność, lokalne władze i poznaniacy co roku przybywają pod pomnik i tablice pamiątkowe aby czcić pamięć poległych i wspominać trudną historię.
Pomnik wzniesiony z takim trudem w 1981 po dziesięciu latach wymagał jednak renowacji. Brak prac konserwacyjnych odbił się niekorzystnie na jego kondycji. Staraniem Społecznego Zespołu ds. Pomnika Czerwca 1956 udało się wykonać niezbędne prace, dzięki którym pod monumentem mogły odbyć się uroczyste obchody 35 rocznicy wydarzeń. W kwietniu 1989 pomnik poddano renowacji, m.in. piaskowaniu. Oficjalnie też umieszczono brakującą datę 1981.

### 50. rocznica Czerwca 1956

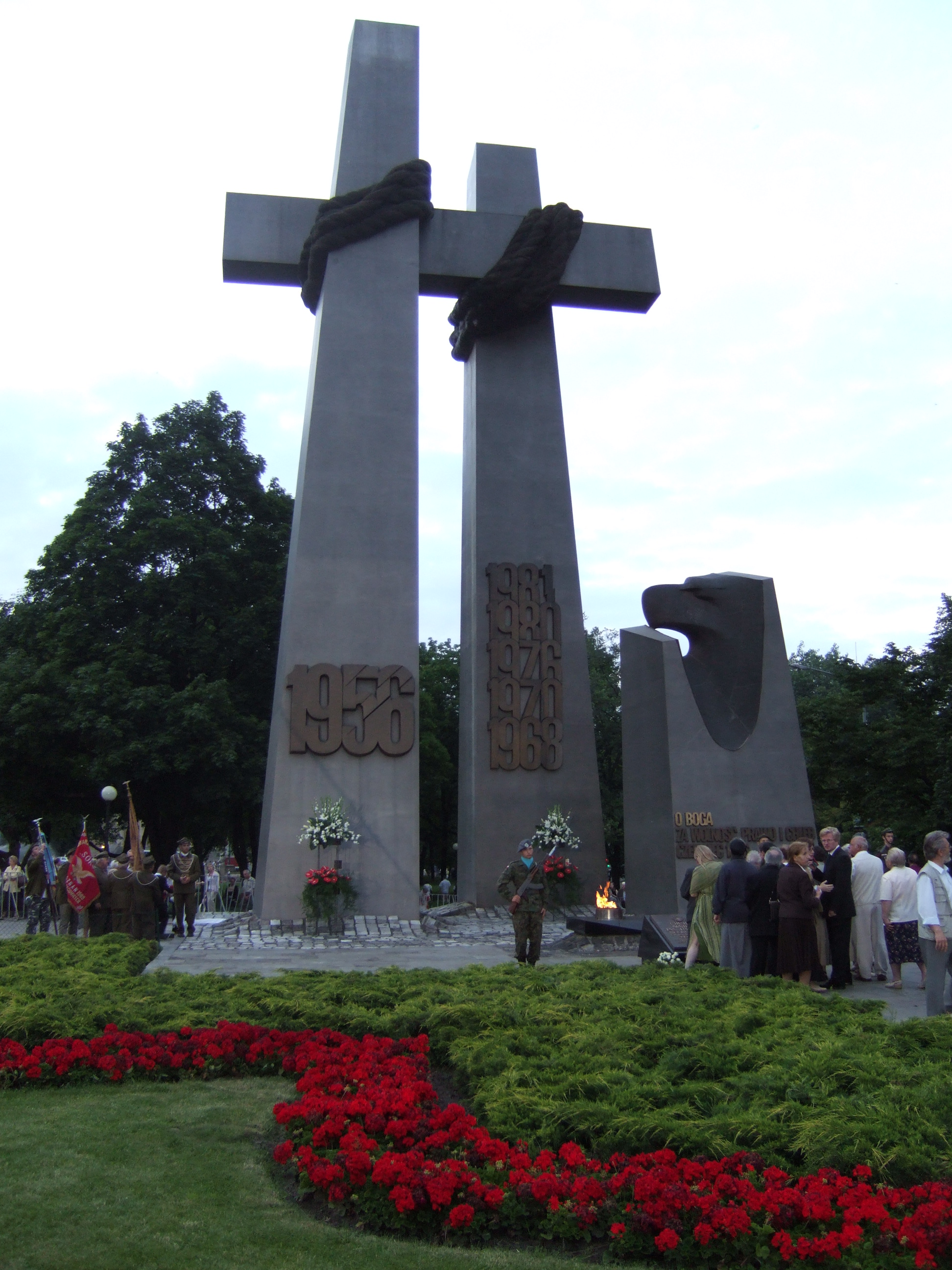
Pomnik podczas obchodów 50 rocznicy Poznańskiego Czerwca

Szczególną oprawę wokół monumentu miały obchody 50. rocznicy w 2006. 23 czerwca pod Pomnikiem Ofiar odbyła się msza, w której uczestniczyły tysiące poznaniaków, osiemdziesięciu biskupów i blisko dwustu księży. Uroczystej procesji ulicami Poznania przewodniczył Stanisław Dziwisz, który poprowadził wiernych z kościoła pw. Serca Jezusa na plac Mickiewicza. Msza była zwieńczeniem 336. Zebrania Plenarnego Konferencji Episkopatu Polski, przewodniczył prymas Polski kard. Józef Glemp. Na zakończenie Stanisław Dziwisz poświęcił tablicę upamiętniającą wizytę w Poznaniu papieża Jana Pawła II, natomiast metropolita poznański abp Stanisław Gądecki poświęcił odnowiony napis na pomniku Ofiar Czerwca ’56 z dodanym wezwaniem "O Boga". 28 czerwca, w pięćdziesiątą rocznicę Czarnego Czwartku obchody osiągnęły kulminację. Na placu przed Poznańskimi Krzyżami odbyła się uroczysta msza, którą koncelebrował abp Stanisław Gądecki, który w swoim kazaniu podkreślił historyczne znaczenie Poznańskiego Czerwca jako wydarzenie, które przyspieszyło procesy demokratyczne w Polsce i dało sygnał pod podobnych procesów w całym bloku socjalistycznym. Przy Krzyżach spotkali się w tym czasie prezydenci: Lech Kaczyński (Polska), Horst Köhler (RFN), Václav Klaus (Czechy), Ivan Gašparovič (Słowacja) oraz László Sólyom (Węgry), którzy wygłosili przemówienia na temat Poznańskiego Czerwca. Oprócz nich na placu Mickiewicza pojawili się: premier Kazimierz Marcinkiewicz, marszałkowie Sejmu i Senatu, szefowie klubów parlamentarnych, ambasadorowie, prezydenci i burmistrzowie miast Polski, burmistrzowie miast partnerskich Poznania, goście z Białorusi i Węgier, honorowi i zasłużeni obywatele Poznania, przedstawiciele Kościoła, związków zawodowych i organizacji kombatanckich, a także tysiące poznaniaków.